# Posoqueria calantha
Posoqueria calantha är en måreväxtart som beskrevs av João Barbosa Rodrigues. Posoqueria calantha ingår i släktet Posoqueria och familjen måreväxter. Inga underarter finns listade i Catalogue of Life.